# 昆虫キッズ
昆虫キッズ（こんちゅうきっず）は、日本のロック・バンド。

## 経歴
2007年に東京都で結成され、2008年に活動を開始する。2015年に活動を終えた。

## メンバー
- 高橋翔 - ヴォーカル、ギター。Buzz links daughter解散後に昆虫キッズ結成。
- 冷牟田敬 - ギター、キーボード
- のもとなつよ - ベース
- 佐久間裕太 - ドラム

## ディスコグラフィー

### アルバム
- My Final Fantasy（2009年）
- text（2010年）
- こおったゆめをとかすように（2012年）
- BLUE GHOST（2014年）

### ミニアルバム
- TOPIA（2014年）

### シングル
- 裸足の兵隊（2011年）
- ASTRA / クレイマー、クレイマー（2011年）
- みなしごep（2013年）
- 変だ、変だ、変だ / FULL COLOR（2013年）